# PSA World Series Finals 2011/12
Die 18. PSA World Series Finals der Herren fanden vom 4. bis 8. Januar 2012 im Queen’s Club in London, Vereinigtes Königreich statt. Die World Series Finals waren Teil der PSA World Tour 2011/12 und waren mit 110.000 US-Dollar dotiert. Die acht bestplatzierten Spieler der PSA World Series qualifizierten sich für diesen Wettbewerb.
Einen direkten Titelverteidiger gab es nicht, nachdem 2010 das Finalspiel aufgrund Probleme mit der Veranstaltungshalle ausgefallen war. Amr Shabana erreichte nach Gruppensiegen über Peter Barker und Laurens Jan Anjema und einer Niederlage gegen Grégory Gaultier das Halbfinale, das er gegen James Willstrop gewann. Im Endspiel traf er erneut auf Grégory Gaultier, den er mit 6:11, 12:10, 11:7, 7:11 und 11:8 bezwang. Dies war Amr Shabanas erster Titel bei den World Series Finals.

## Gruppe A

### Ergebnisse
| Spieler            | Spieler             | Ergebnis         |
| ------------------ | ------------------- | ---------------- |
| James Willstrop    | Karim Darwish       | 11:6, 11:5       |
| Mohamed Elshorbagy | Mohd Azlan Iskandar | 11:7, 11:5       |
| James Willstrop    | Mohamed Elshorbagy  | 11:7, 11:6       |
| Karim Darwish      | Mohd Azlan Iskandar | 11:4, 8:11, 11:5 |
| James Willstrop    | Mohd Azlan Iskandar | 6:11, 11:6, 9:11 |
| Karim Darwish      | Mohamed Elshorbagy  | 11:9, 11:9       |

### Tabelle
| Pos. | Setzliste | Spieler             | Spiele | Sätze | Punkte |
| ---- | --------- | ------------------- | ------ | ----- | ------ |
| 1    | 1         | James Willstrop     | 2:1    | 5:2   | 70:52  |
| 2    | 3         | Karim Darwish       | 2:1    | 4:3   | 63:60  |
| 3    | 7         | Mohamed Elshorbagy  | 1:2    | 2:4   | 53:56  |
| 4    | 6         | Mohd Azlan Iskandar | 1:2    | 3:5   | 50:78  |

## Gruppe B

### Ergebnisse
| Spieler          | Spieler            | Ergebnis         |
| ---------------- | ------------------ | ---------------- |
| Grégory Gaultier | Laurens Jan Anjema | 11:5, 13:11      |
| Amr Shabana      | Peter Barker       | 7:11, 11:8, 11:7 |
| Grégory Gaultier | Peter Barker       | 14:12, 11:6      |
| Amr Shabana      | Laurens Jan Anjema | 11:5, 11:4       |
| Grégory Gaultier | Amr Shabana        | 11:7, 11:4       |
| Peter Barker     | Laurens Jan Anjema | 11:8, 9:11, 11:9 |

### Tabelle
| Pos. | Setzliste | Spieler            | Spiele | Sätze | Punkte |
| ---- | --------- | ------------------ | ------ | ----- | ------ |
| 1    | 2         | Grégory Gaultier   | 3:0    | 6:0   | 71:45  |
| 2    | 4         | Amr Shabana        | 2:1    | 4:3   | 62:57  |
| 3    | 5         | Peter Barker       | 1:2    | 3:5   | 75:82  |
| 4    | 8         | Laurens Jan Anjema | 0:3    | 1:6   | 53:77  |

## Halbfinale
| Spieler          | Spieler       | Ergebnis    |
| ---------------- | ------------- | ----------- |
| James Willstrop  | Amr Shabana   | 11:13, 5:11 |
| Grégory Gaultier | Karim Darwish | 11:5, 11:5  |

## Finale
| Spieler     | Spieler          | Ergebnis                      |
| ----------- | ---------------- | ----------------------------- |
| Amr Shabana | Grégory Gaultier | 6:11, 12:10, 11:7, 7:11, 11:8 |